# Sven Kreuger
Sven Johan Kreuger, född 2 november 1891 i Kalmar stadsförsamling i Kalmar län, död 6 mars 1967 i Enskede församling i Stockholm, var en svensk konstnär.
Sven Kreuger var son till grosshandlaren Johan Gustaf Kreuger och Alma Eva Christina af Geijerstam samt brorson till konstnären Nils Kreuger.
Han fick sin utbildning av Gunnar Hallström vid Valand i Göteborg 1910–1911 och hos Wilhelmsons målarskola 1911–1913 samt vid Académie Russe i Paris 1913 och för Henri Le Fauconnier och André Dunoyer de Segonzac vid La Palette i Paris 1914. Han var bosatt i Paris 1919–1927 och företog då ett flertal studieresor till Italien, Spanien, Nordafrika, Tyskland och England. Separat ställde han ut på Gummesons konsthall i Stockholm 1924 och han följde upp den utställningen med separatutställningar på Lilla utställningen och Rålambshovs konstsalong. Han medverkade i samlingsutställningar på Liljevalchs konsthall i Stockholm, Göteborgsutställningen 1923 och i Falangens utställning på Whitechapel Gallery i London 1926 och ett flertal gånger med Société des artistes indépendantsoch på Maison Watteau i Paris. Han tilldelades Ester Lindahls stipendium 1926–1927. 
Hans verk består av porträtt, figurkompositioner, djurmotiv och landskap. Inriktningen på hans måleri som till en början var påverkad av kubism och primitiv konst, övergick efter hand till naturalistisk. Han gjorde väggmålningar på Kalmar läroverk samt är representerad på Moderna museet i Stockholm, Kalmar konstmuseum och på Värmlands museum i Karlstad.
Han gifte sig 1940 med Liv Nordenström (1898–1991), som var mor till Gunnel Linde samt dotter till häradshövdingen Karl Nordenström och Ingrid Steffenburg.
Sven Kreuger är gravsatt i minneslunden på Skogskyrkogården i Stockholm.